# Hans Konrad Nägeli
Johann Konrad Nägeli (* 22. Februar 1768 in Zürich; † 1828 in Wetzikon) war ein Schweizer Pfarrer, Landwirt und Metallurg.
Nägeli wuchs als Sohn des Pfarrers Hans Jakob Nägeli in Zürich auf. Er studierte dort Theologie und wurde 1790 ordiniert. In der Folge war Nägeli an verschiedenen Orten als Vikar tätig, zuletzt bei seinem Vater in Wetzikon. Nach dessen Ableben 1806 trat er seine Nachfolge als Pfarrer an und übernahm auch die Leitung der Singgesellschaft und des Musikkollegiums.
Zu Beginn seiner Tätigkeit als Chorleiter legte Nägeli grossen Wert auf die Ausbildung junger Chormitglieder und führte für die Konfirmanden eine Gesangsprobe vor dem Nachmittagsgottesdienst ein. Er war in dieser Zeit ein früher Mentor des späteren Berner Chorpioniers Johann Rudolf Weber; Nägeli unterrichtete den Sigristensohn in Gesang und Klavier und schickte ihn später zu seinem Bruder Hans Georg Nägeli, mit dem er ein enges Verhältnis pflegte. 
Aufgrund grosser Ernteausfälle im Jahr ohne Sommer 1816 geriet Nägeli in finanzielle Nöte. Da er nebenbei noch einen Bauernhof und eine Kupfermühle betrieb, war er stark überlastet. 1817 wurde ihm wegen nachlässiger Amtsführung ein Vikar zur Unterstützung an die Seite gestellt. Trotz eines erfolgreichen Auftritts mit dem 60-köpfigen Musikkollegiums am Zürcher Reformationsfest 1819 konnte Nägeli die Auflösung desselben 1825 nicht verhindern. 1828 verstarb Nägeli unverheiratet. Sein Nachfolger wurde Jakob Christoph Hug (1776–1855), der 1807 seinem Bruder Hans Georg die schlecht laufende Musikalienhandlung abkaufte und sich später mit ihm verstritt.